# 钢琴教师 (电影)
《钢琴教师》（法語：La Pianiste）是一部2001年电影，迈克尔·哈内克导演，伊莎貝·雨蓓和伯努瓦·马西莫勒主演，2004年诺贝尔文学奖得主艾尔弗雷德·耶利内克於1983年出版的小说《钢琴教师》改编。本片获2001年第54屆坎城影展評審團大獎、最佳女演員獎、最佳男演員獎三項大獎。

## 剧情
埃里卡（伊莎貝·雨蓓）是一位维也纳音乐学院的钢琴教授，虽已年过四十，仍与爱支配人的母亲同住，父亲则住在疯人院。
她遇到了一位可爱的17岁工科学生沃尔特（伯努瓦·马西莫勒），并且迷上了他。她嫉妒接触沃尔特的女孩，将玻璃碎片藏在她的上衣口袋里。
在冰冷的外表下面，埃里卡是一个性压抑的女性。开始，沃尔特非常坚持与她的关系。然而，当她终于默许，沃尔特不愿沉湎于她的暴力幻想。电影结束于沃尔特因厌恶她而在她家中按她的要求与她发生暴力性关系并殴打她。